# Кастано-Примо
Кастано-Примо (итал. Castano Primo) — коммуна в Италии, в провинции Милан области Ломбардия.
Население составляет 10 359 человек (2008 г.), плотность населения составляет 528 чел./км². Занимает площадь 19 км². Почтовый индекс — 20022. Телефонный код — 0331.
Покровителем коммуны почитается святитель Зенон Веронский, празднование в последнее воскресение октября.

## Демография
Динамика населения:

## Администрация коммуны
- Официальный сайт: http://www.comune.castanoprimo.mi.it/ Архивная копия от 20 июля 2011 на Wayback Machine